# Robertus Rubiyatmoko
Robertus Rubiyatmoko (ur. 10 października 1963 w Sleman) – indonezyjski duchowny katolicki, arcybiskup Semarang od 2017.

## Życiorys

### Prezbiterat
Święcenia kapłańskie przyjął 12 sierpnia 1992 i został inkardynowany do archidiecezji Semarang. Przez wiele lat pracował jako wykładowca na papieskim wydziale teologicznym w Yogyakarcie, a w latach 2004–2011 był jego wicerektorem. W 2011 mianowany wikariuszem sądowym.

### Episkopat
18 marca 2017 papież Franciszek mianował go arcybiskupem metropolitą Semarang. Sakra biskupia połączona z ingresem odbyła się 19 maja tegoż roku. Sakry udzielił arcybiskup Dżakarty, Ignatius Suharyo Hardjoatmodjo.